# Красная книга Чеченской Республики
Красная книга Чеченской Республики — официальный документ, содержащим свод сведений о состоянии, распространении и мерах охраны редких и находящихся под угрозой исчезновения видов (подвидов, популяций) диких животных и дикорастущих растений обитающих (произрастающих) на территории Чеченской Республики.

## Издания
Первое издание вышло в 2007 году и включает 158 видов сосудистых растений (в том числе 8 — споровых, 5 — голосеменных, 100 — двудольных и 45 — однодольных) и 189 видов животных (из них млекопитающих — 26, птиц — 55, пресмыкающихся — 16, земноводных — 4, рыб — 13, круглоротых — 1, насекомых — 73, ракообразных — 1).
В 2020 году вышло второе издание, изменения по сравнению с первым включают:
включение 19 видов и исключение 30 видов насекомых
расширение списка цветковых растений на 32 вида.  
Всего в новое издание выключено 220 объектов растительного мира (включая грибы) и 180 объектов животного мира.